# ماریا کوتساریدا-کرتونسکو
ماریا کوتساریدا-کرتونسکو (رومانیایی: Maria Cuțarida-Crătunescu؛ ‏ ۱۰ فوریهٔ ۱۸۵۷ – ۱۶ نوامبر ۱۹۱۹) پزشک و آموزگار اهل پادشاهی رومانی بود. وی نخستین پزشک زن کشور رومانی محسوب می‌شود. او که یک حامی فعال فمینیست بود، در سال ۱۸۹۷ «انجمن مادران» را تأسیس کرد و در سال ۱۸۹۹ اولین مهد کودک و پیش‌دبستانی را در کشور رومانی سازمان‌دهی و برپا نمود.
ماریا دانش‌آموختهٔ «مدرسهٔ مرکزی دختران» در بخارست بود و در سال ۱۸۷۷ در رشتهٔ پزشکی در دانشگاه زوریخ نام‌نویسی کرد، اما به دلیل مشکلات زبانی و مزایا و الویت‌هایی که به دانشجویان دارای مدرک دیپلم از فرانسه تعلق می‌گرفت، به دانشگاه مونپلیه منتقل شد و در آنجا پایان‌نامه کارشناسی خود را تکمیل کرد. سپس به پاریس رفت و در به فراگیری پزشکی پرداخت و در سال ۱۸۸۴ با درجهٔ عالی و ارائهٔ پایان‌نامه ای دربارهٔ سرطان رحم فارغ‌التحصیل شد. وی در سال ۱۸۹۱ رئیس دپارتمان بیماری‌های زنان و زایمان بیمارستان فیلانتروپیا در بخارست شد. ماریا در سال ۱۸۹۷ یک «انجمن مادران» را برای کمک به کودکان فقیر برپا کرد و به همایش‌هایی در بروکسل (۱۹۰۷) و کپنهاگ (۱۹۱۰) دعوت شد و در آنجا، دربارهٔ اقدامات پزشکی رومانی جهت جلوگیری از مرگ و میر نوزادان و همچنین پژوهش‌هایی در زمینهٔ مهد کودک‌ها در رومانی سخنرانی کرد. او یک فمینیست بود، و کارها و فعالیت‌های زنان رومانی را در به کنگره‌ای که در سال ۱۹۰۰ در پاریس برگزار شد، گزارش و ارائه نمود. در جریان جنگ جهانی اول او به‌عنوان پزشک در بیمارستان ۱۳۴ ارتش خدمت کرد. ماریا پس از جنگ، احتمالاً به دلایل افت سلامتی، بازنشسته شد و در سال ۱۹۱۹ در بخارست درگذشت.